# Uncharted: The Nathan Drake Collection
Uncharted: The Nathan Drake Collection est une remasterisation des trois premiers jeux de la série Uncharted, développée par Bluepoint Games et éditée par Sony Computer Entertainment. Elle est sortie sur PlayStation 4 le 7 octobre 2015. Les trois jeux suivent le chasseur de trésor Nathan Drake alors qu'il voyage à travers le monde pour découvrir divers mystères historiques. Les trois jeux ont été initialement développés par Naughty Dog pour la PlayStation 3. La collection a reçu des critiques généralement positives à sa sortie.

## Système de jeu
The Nathan Drake Collection comprend les trois premiers titres principaux de la série Uncharted : Uncharted: Drake's Fortune (2007), Uncharted 2: Among Thieves (2009) et Uncharted 3: Drake's Deception (2011). Joués à la troisième personne, ce sont des jeux vidéo d'action-aventure avec des éléments de plateforme. Dans ces jeux, le joueur prend le contrôle du chasseur de trésors Nathan Drake et doit explorer des ruines dangereuses, vaincre des ennemis à l'aide de diverses armes à feu et résoudre diverses énigmes. Les trois jeux remasterisés fonctionnent en définition 1080p à 60 images par seconde, tandis que la musique a été améliorée pour prendre en charge les systèmes de son surround.
Bluepoint a tenté d'unifier le gameplay des trois jeux. Pour ce faire. L'équipe a remappé les boutons pour s'assurer que les schémas de contrôle des trois jeux sont cohérents. Le mécanisme de visée des trois jeux a été amélioré. Le jeu propose également des améliorations graphiques, améliorant l'éclairage et les effets visuels, rendant les modèles et les textures plus détaillés, et intégrant l'occlusion ambiante et le flou cinétique, qui n'étaient pas pris en charge dans les jeux originaux. L'équipe a ajouté des classements d'amis, de nouveaux paramètres de difficulté, des trophées et un mode photo dans le jeu, bien que les composantes multijoueur dans Uncharted 2 et Uncharted 3 ne soient pas inclus dans le package,.